# Талворік
Талвовік (вірм. Տալվորիկ) — село в марзі Армавір, на заході Вірменії.